# (22003) Startek
(22003) Startek est un astéroïde de la ceinture principale d'astéroïdes.

## Description
(22003) Startek est un astéroïde de la ceinture principale d'astéroïdes. Il fut découvert le 7 décembre 1999 à Socorro (Nouveau-Mexique) par le projet LINEAR. Il présente une orbite caractérisée par un demi-grand axe de 2,93 UA, une excentricité de 0,06 et une inclinaison de 1,5° par rapport à l'écliptique.

## Compléments